# Debauchery
A Debauchery német death metal  együttes.

## Története
2000-ben alakultak Stuttgartban, "Maggotcunt" néven. 2002-ben változtatták Debauchery-re a nevet. Thomas Gurrath énekes-gitáros-basszusgitáros és Dani dobos alapította. Dani elhagyta a zenekart az évek alatt. Későbbi lemezeiken a death metal mellett alternatív és groove metal, valamint hard rock stílusú dalok is hallhatóak. Lemezeiket a Nuclear Blast jelenteti meg.
Feldolgoztak dalokat egyéb előadóktól, például a Rammsteintól, Slayertől, Beatlestől és The Rolling Stones-tól is. Szövegeik témái: halál, vér, háborúk, állatok jogai.

## Tagok
- Thomas Gurrath – ének, gitár
- Dennis Ward – basszusgitár
- Oliver Zellmann – dob

Korábbi tagok
- Dani – dob
- Ronald Squier – dob

További tagok
- Tomasz – dob
- Joshi – gitár
- Simon Dorn – basszusgitár
- Marc Juttner – basszusgitár
- Thomas Naumann – gitár
- Günther Werno – billentyűk

## Diszkográfia
- Kill Maim Burn (album, 2003)
- Rage of the Bloodbeast (album, 2003)
- Torture Pit (album, 2005)
- Back in Blood (album, 2007)
- Continue to Kill (album, 2008)
- Rockers and War (album, 2009)
- Germany's Next Death Metal (album, 2011)
- Kings of Carnage (album, 2013)
- F*ck Humanity (album, 2015)
- Thunderbeast (album, 2016)
- Enemy of Mankind (album, 2018)